# Michelangelo Rossi
Michelangelo Rossi, bekannt als Michel Angelo del Violino, (* 1601 oder 1602 in Genua; begraben 7. Juli 1656 in Rom) war ein italienischer Komponist, Organist, Cembalist und Violinist.

## Leben
Rossi war Schüler seines Onkels Lelio de Rossi (?–1638) an der Genueser Kathedrale San Lorenzo. Es ist mit großer Sicherheit davon auszugehen, dass Rossi hier zumindest die 6 Madrigalbücher von Gesualdo kennenlernte. Diese wurden nämlich 1613 in Genua gedruckt. Herausgeber war Simone Molinaro, Kapellmeister an dieser Kathedrale, wo der junge Rossi Musiker war.
Um 1624 zog er nach Rom in die Dienste des Kardinals Maurizio von Savoyen, dort traf er mit dem Madrigalkomponisten Sigismondo d’India (1582–1629) zusammen. Seine Oper Erminia sul Giordano wurde 1633 am Theater des Palazzo Barberini aufgeführt und vier Jahre später im Druck verlegt.

1634 trat er in den Dienst des Herzogs von Modena, Francesco I. d’Este. Seine zweite Oper Andromeda (1638, teilweise verschollen) wurde 1638 in Ferrara aufgeführt.

1648 war er nach Rom zurückgekehrt. Von 1649 bis 1655 war er ein Kammerdiener von Papst Innozenz X.

Er starb am 7. Juli 1656 und wurde in der Kirche Sant’Andrea delle Fratte begraben.
Obwohl er als exzellenter Violinist gerühmt wurde, wird heute seine Musik für Tasteninstrumente als sehr bedeutend angesehen. Dies gilt besonders für die Toccaten, die Girolamo Frescobaldi und Johann Jakob Froberger stilistisch nahestehen, aber als eigenständige fortschrittliche Kompositionen höchste Wertschätzung genießen.